# Vandamme (entreprise)
Pour les articles homonymes, voir Vandame et Vandamme.
Vandamme était une entreprise fondée en 1929 spécialisée dans la fabrication de pâtisseries industrielles. C'est également une marque sous laquelle étaient commercialisés les produits fabriqués par cette entreprise : Prosper « le roi du pain d'épice » et Captain choc.
La marque appartient à la société Kraft Foods Global Brands, Delaware, USA.

## Histoire
- En 1958, Vandamme et 3 autres entreprises fabricant du pain d'épices (SAB, Brochet Frères et Van Lynden) constituent une société commune de distribution nommée Unimel.

- En 1963, les quatre sociétés fusionnent pour créer la Générale Alimentaire.

- En 1980, la Générale Alimentaire est cédée à BSN, qui deviendra par la suite Danone. Au sein de BSN, Vandamme fusionne avec La Pie qui Chante. L'entité ainsi formée prend le nom de Vandamme Pie Qui Chante.

- En 1997, Danone cède La Pie Qui Chante à Cadbury, tout en conservant Vandamme[2]. Les produits Vandamme sont intégrés à la gamme de la marque LU en 1997[3]. Depuis le rachat de LU en décembre 2007 par Cadbury puis de Cadbury en 2010 par le groupe agro-alimentaire américain Kraft Foods, la marque côtoie à nouveau La Pie qui Chante au sein du portefeuille des marques de celui-ci.

Aujourd'hui, le nom Vandamme n'a pas totalement disparu :  il apparaît toujours dans certains gâteaux, avec un « m » en moins (Vandame), et n'est plus que le nom d'une gamme de produits de LU.